# Roni Meron
Roni Meron, född 1985 i Israel, är en amerikansk skådespelerska.

## Roller (i urval)
- (2004) - Mia Thalassa Makria